# Plebiscyt Przeglądu Sportowego 1960
26. Plebiscyt Przeglądu Sportowego na najlepszego sportowca Polski zorganizowano w 1960 roku.

## Wyniki
1. Józef Szmidt - lekkoatletyka (581 707 pkt.)
2. Zdzisław Krzyszkowiak - lekkoatletyka (557 037)
3. Ireneusz Paliński - podnoszenie ciężarów (449 167)
4. Kazimierz Paździor - boks (432 796)
5. Tadeusz Walasek - boks (330 863)
6. Elżbieta Krzesińska - lekkoatletyka (297 643)
7. Elwira Seroczyńska - łyżwiarstwo szybkie (199 459)
8. Jarosława Jóźwiakowska - lekkoatletyka (135 136)
9. Kazimierz Zimny - lekkoatletyka (75 984)
10. Marian Foik - lekkoatletyka (74 415)